# Forty Mile (Yukon)
Forty Mile ist eine Geisterstadt im kanadischen Territorium Yukon. 
Die Siedlung entstand im Winter 1887 an der Mündung des Fortymile River in den Yukon, nachdem 1886 in der Nähe Gold gefunden worden war. Forty Mile war die erste Stadt im Yukon-Territorium. Zur Blütezeit Ende des 19. Jahrhunderts hatte der Ort 700 Einwohner.
Die Hän, Vorfahren der Tr’ondek Hwech’in First Nation, nutzten das Gebiet um Forty Mile seit etwa 2000 Jahren. Im Winter wurden die hier den Yukon überquerenden Karibuherden bejagt und im Frühjahr und Sommer wurde Lachsfischerei betrieben.
1886 errichteten Jack McQuesten, Alfred Mayo und Arthur Harper hier einen Handelsposten der Alaska Commercial Company. 1887 entstand in Forty Mile die erste Polizeistation und die erste anglikanische Missionsschule des Territoriums. 1894 folgten ein Handelsposten der North American Transportation and Trading Company, eine Bücherei, mehrere Saloons und Restaurants, ein Theater und einige Schnapsbrennereien. Mit Beginn des Goldrauschs am Klondike River 1896 verließen die meisten Einwohner den Ort wieder. Von den Gebäuden existieren heute nur noch wenige.
Seit 1998 befindet sich Forty Mile zusammen mit den historischen Stätten Fort Constantine und Fort Cudahy im gemeinsamen Besitz und unter gemeinsamer Verwaltung der Tr'ondëk Hwëch'in und der Regierung des Territoriums.
Die nächstgelegene Stadt ist Dawson 77 km flussaufwärts. Seit den späten 1960ern ist Forty Mile über eine vom Top of the World Highway abzweigende Straße nach Clinton Creek erreichbar.
Die Auswirkungen des Goldrausches auf die traditionelle Landnutzung, das Siedlungsmuster sowie die Wirtschaft der Tr’ondek Hwech’in First Nation und die Erinnerung an das damit verbundene Leid, die Enteignung und Marginalisierung der indigenen Bevölkerung wird von der UNESCO als schützenswert betrachtet. Im Jahr 2023 erklärte die UNESCO deshalb während der 45. Session des Welterbekomitee in Riad ein etwa 10 ha großes Gebiet bei Ch’ëdähdëk (Forty Mile) sowie sieben weitere mit der Geschichte der Tr’ondek Hwech’in und dem Goldrausch verbundene Gebiete (Fort Reliance, Ch’ëdähdëk Tth’än K’et (Dënezhu Friedhof), Fort Cudahy und Fort Constantine, Tr’ochëk, Dawson City, Jëjik Dhä Dënezhu Kek’it (Moosehide), Tthe Zrąy Kek’ìt (Black City)) mit einer Fläche von insgesamt etwa 335 ha unter dem Titel Tr’ondëk-Klondike zum Weltkulturerbe.